# Aeropuerto de El Real de Santa María
El aeropuerto de El Real de Santa María (IATA: ELE, OACI: MPRE) es un aeródromo público panameño que sirve al pueblo de El Real de Santa María en la provincia de Darién. El aeródromo está ubicado en una zona remota del país rodeado por selva y espesa vegetación al sur del río Tuira.
Está localizado a 6,5 kilómetros al suroeste del pueblo de Yaviza, el término sur de la sección centroamericana de la Carretera Panamericana. No hay conexión vial entre Yaviza y El Real de Santa María.

## Información técnica
El aeródromo tiene una pista de aterrizaje de asfalto que mide 570 metros en longitud.
El VOR-DME de La Palma (Ident: PML) está localizado a 56,5 kilómetros al noroeste del aeródromo.

## Aerolíneas y destinos
| Aerolíneas | Destinos                            |
| ---------- | ----------------------------------- |
| Air Panama | Ciudad de Panamá-Marcos A. Gelabert |